# Маріо Радич
Маріо Радич (нар. 14 січня 1982) — колишній хорватський тенісист.
Найвищу одиночну позицію світового рейтингу — 141 місце досяг 5 серпня 2002, парну — 207 місце — 9 грудня 2002 року.

## Титули на челленджерах

### Одиночний розряд: (1)
| Ранг | Рік  | Турнір                          | Покриття | Суперник         | Рахунок  |
| ---- | ---- | ------------------------------- | -------- | ---------------- | -------- |
| 1.   | 2003 | Баня-Лука, Боснія і Герцеговина | Ґрунт    | Франтішек Чермак | 6–4, 6–3 |

### Парний розряд: (1)
| Ранг | Рік  | Турнір           | Покриття | Партнер      | Суперники                     | Рахунок        |
| ---- | ---- | ---------------- | -------- | ------------ | ----------------------------- | -------------- |
| 1.   | 2003 | Бриндізі, Італія | Ґрунт    | Іван Наварро | Мануель Джоркуера Дієго Мояно | 7–6(10–8), 6–0 |